# Ceraticelus pygmaeus
Ceraticelus pygmaeus là một loài nhện trong họ Linyphiidae.
Loài này thuộc chi Ceraticelus. Ceraticelus pygmaeus được James Henry Emerton miêu tả năm 1882.